# Bourges Foot
Bourges Foot là một câu lạc bộ bóng đá Pháp có trụ sở tại Bourges ở vùng Center-Val de Loire của Pháp. Câu lạc bộ được thành lập vào năm 1983 với tên gọi là L'micale des Algeriens de Bourges, được đổi tên vào năm 2003 với tên Jeunes de Bourges Nord và lấy tên hiện tại vào đầu mùa giải 2013-14. Đội hiện đang thi đấu tại sân nhà Stade Jacques Rimbault trong thành phố.
Câu lạc bộ đã leo lên đều đặn qua các bộ phận nghiệp dư, từ phân khu Quận (cấp chín trở xuống của kim tự tháp bóng đá Pháp) năm 2003 đến Championnat National 2 lần đầu tiên trong lịch sử câu lạc bộ trong mùa giải 2019. Họ đã lọt vào vòng 9 của giải đấu 2018-19 Coupe de France, thua Olympique Lyonnais.

## Danh hiệu
- Championnat National 3, Center-Val de Loire: 2019